# Frøya na Island Games 2009
Reprezentacja Frøyi na Island Games 2009 na Wyspach Alandzkich (Finlandia) liczyła dwudziestu pięciu zawodników, którzy występowali w trzech dyscyplinach: golfie, piłce nożnej oraz pływaniu. Było to pięć kobiet i dwudziestu mężczyzn.
Był to trzynasty występ tej reprezentacji w ramach Island Games, co oznacza, że nie opuściła ona żadnej edycji zmagań od samego początku na Wyspie Man w 1985 roku.

## Reprezentanci

### Golf
Reprezentację wysp Frøya w golfie, podczas Island Games 2009 stanowiło dwóch zawodników. Pierwszy z nich, Rune Vikan, reprezentował swój kraj także podczas turnieju piłkarskiego. W golfie zajął siedemdziesiąte czwarte miejsce w klasyfikacji indywidualnej. Drugi zaś, Martin Nilsen, zagrał nieco lepiej od swego rodaka i zajął miejsce sześćdziesiąte pierwsze.
| Poz.   | Zawodnik      | 1. r. | 2. r. | 3. r. | 4. r. | Suma | Medal |
| ------ | ------------- | ----- | ----- | ----- | ----- | ---- | ----- |
| 61./74 | Martin Nilsen | 99    | 96    | 97    | 97    | 389  |       |
| 74./74 | Rune Vikan    | 0     | 0     | 0     | 0     | 0    |       |

### Piłka nożna
Frøyę reprezentowało dziewiętnastu piłkarzy płci męskiej. Rozgrywki nie potoczyły się po ich myśli, w fazie grupowej przegrali wszystkie trzy mecze, by ostatecznie wygrać 3-1 walkę o przedostatnie, piętnaste miejsce, z drużyną Falklandów. Drużynę piłkarską stanowili: Joran Adolfsen, Arnold Antonsen, Kim Arntzen, Erik Baardseng, Olav Andreas Bekken, Trond Bekken, Ole Magnar Espnes, Per Ove Espnes, Martin Gaaso, Jorgen Utvik Karlsen, Aqqalu Luberth, Richard Meland, Tomas Pedersen, Mats Einar Rotnes, Leif Jone Stromo, Jon Ivar Theodorsen, Magnus Ustad, Eirik Vatn oraz Rune Vikan.

#### Tabele i wyniki
| Zespół    | Pld | W | D | L | GF | GA | GD  | Pts |
| --------- | --- | - | - | - | -- | -- | --- | --- |
| Guernsey  | 3   | 2 | 1 | 0 | 10 | 0  | +10 | 7   |
| Ynys Môn  | 3   | 2 | 1 | 0 | 6  | 3  | +3  | 6   |
| Gibraltar | 3   | 1 | 1 | 1 | 9  | 3  | +3  | 4   |
| Frøya     | 3   | 0 | 0 | 3 | 0  | 19 | -19 | 0   |

| 28 czerwca 2009 12:00 | Ynys Môn · Edward Rhys Roberts 5' · Melvin McGinnes 6' 80' | 3-02-0 | Frøya | Vikingavallen, Jomala Sędzia: Arto Lilja |
|                       |                                                            |        |       |                                          |

| 29 czerwca 2009 16:00 | Frøya | 0-80-3 | Gibraltar · 25' 46' 56' Lee Casciaro · 42' 43' Joseph Chipolina · 63' 86' Jeremy Lopez · 90' Aaron Payas | Solvallen, Eckerö Sędzia: Mikko Mörö |
|                       |       |        | |                                      |

| 30 czerwca 2009 12:00 | Frøya | 0-80-2 | Guernsey · 7' 64' 65' Dave Rihoy · 10' 54' 70' Ross Allen · 56' Richard Meland (s) · 86' Joby Bourgaize | Vikingavallen, Jomala Sędzia: Arto Lilja |
|                       |       |        | |                                          |

Mecz o miejsce 15.
| 2 lipca 2009 9:00 | Falklandy · Wayne Clement 5' | 1-31-1 | Frøya · 39' Richard Meland · 52' Martin Gaaso · 68' Joran Adolfsen | Vikingavallen, Jomala Sędzia: Arto Lilja |
|                   |                              |        |                                                                    |                                          |

### pływanie
Pięć zawodniczek reprezentowało Frøyę podczas zmagań Island Games 2009 w pływaniu. Żadna z nich nie zdobyła medalu, co więcej żadna z nich nie dotarła do finału, przegrywając w eliminacjach.
Sara Gaasø w klasyfikacji indywidualnej brała udział w trzech konkurencjach - 100 m żabką oraz 50 i 100 m stylem grzbietowym. W pierwszym z nich zajęła dziesiąte miejsce w kwalifikacjach, a w pozostałych dwóch została zdyskwalifikowana.
Aneta Marta Trzaska brała też udział w trzech konkurencjach - 50 m stylem dowolnym oraz 50 i 100 m stylem grzbietowym. W pierwszej z nich zajęła dwudzieste ósme miejsce w eliminacjach, w drugim, dwudzieste dziewiąte, a w trzecim nie wystartowała.
Synne Hammervik wzięła udział w czterech konkurencjach - 50, 100 oraz 200 m żabką oraz 50 m stylem dowolnym. W żabce na najkrótszym dystansie zajęła dwudzieste trzecie miejsce, na 100 m szesnaste, a na 200 m siedemnaste, natomiast w stylu dowolnym zajęła dwudziestą siódmą lokatę.
Trude Nilsson wystąpiła w konkurencji stylu dowolnego na trzech różnych długościach - 100, 200 i 400 m. Na 100 m dopłynęła, jako dwudziesta szósta, na 200, jako dwudziesta druga, a z 400 m się wycofała.
Dina Emelie Westad ostatnia z zawodniczek ostatecznie nie pojawiła się na zawodach i zrezygnowała ze wszystkich konkurencji.
Pływaczki Frøyi wystąpiły także w kilku konkurencjach drużynowych. Były to sztafety 4x: 50 m i 100 m stylem dowolnym oraz 50 m i 100 m stylem zmiennym. W pierwszej z wymienionych zajęły dwunastą pozycję, w drugiej dziesiątą, w trzeciej dwunastą, a w czwartej dziesiątą.
| Pływaczki drużynowo | Pływaczki drużynowo              | Pływaczki drużynowo | Pływaczki drużynowo | Pływaczki drużynowo | Pływaczki drużynowo | Pływaczki drużynowo | Pływaczki drużynowo |
| Zawodnik            | Konkurencja                      | Eliminacje          | Eliminacje          | Finał               | Finał               | Medal               |                     |
| Zawodnik            | Konkurencja                      | Wynik               | Pozycja             | Wynik               | Pozycja             | Medal               |                     |
| ------------------- | -------------------------------- | ------------------- | ------------------- | ------------------- | ------------------- | ------------------- | ------------------- |
| Maria Gaasø         | Sztafeta 4x50 m stylem dowolnym  | 2:23.66             | 12./12              | nie awansowały      | nie awansowały      |                     |                     |
| Synne Hammervik     | Sztafeta 4x50 m stylem dowolnym  | 2:23.66             | 12./12              | nie awansowały      | nie awansowały      |                     |                     |
| Trude Nilsson       | Sztafeta 4x50 m stylem dowolnym  | 2:23.66             | 12./12              | nie awansowały      | nie awansowały      |                     |                     |
| Aneta Marta Trzaska | Sztafeta 4x50 m stylem dowolnym  | 2:23.66             | 12./12              | nie awansowały      | nie awansowały      |                     |                     |
| Trude Nilsson       | Sztafeta 4x100 m stylem dowolnym | 5:28.16             | 10./10              | nie awansowały      | nie awansowały      |                     |                     |
| Aneta Marta Trzaska | Sztafeta 4x100 m stylem dowolnym | 5:28.16             | 10./10              | nie awansowały      | nie awansowały      |                     |                     |
| Dina Emelie Westad  | Sztafeta 4x100 m stylem dowolnym | 5:28.16             | 10./10              | nie awansowały      | nie awansowały      |                     |                     |
| Maria Gaasø         | Sztafeta 4x50 m stylem zmiennym  | 2:38.83             | 12./12              | nie awansowały      | nie awansowały      |                     |                     |
| Synne Hammervik     | Sztafeta 4x50 m stylem zmiennym  | 2:38.83             | 12./12              | nie awansowały      | nie awansowały      |                     |                     |
| Trude Nilsson       | Sztafeta 4x50 m stylem zmiennym  | 2:38.83             | 12./12              | nie awansowały      | nie awansowały      |                     |                     |
| Aneta Marta Trzaska | Sztafeta 4x50 m stylem zmiennym  | 2:38.83             | 12./12              | nie awansowały      | nie awansowały      |                     |                     |
| Synne Hammervik     | Sztafeta 4x100 m stylem zmiennym | 5:15.76             | 10./10              | nie awansowały      | nie awansowały      |                     |                     |

| Pływaczki indywidualnie | Pływaczki indywidualnie  | Pływaczki indywidualnie | Pływaczki indywidualnie | Pływaczki indywidualnie | Pływaczki indywidualnie | Pływaczki indywidualnie | Pływaczki indywidualnie |
| Zawodnik                | Konkurencja              | Eliminacje              | Eliminacje              | Finał                   | Finał                   | Medal                   |                         |
| Zawodnik                | Konkurencja              | Wynik                   | Pozycja                 | Wynik                   | Pozycja                 | Medal                   |                         |
| ----------------------- | ------------------------ | ----------------------- | ----------------------- | ----------------------- | ----------------------- | ----------------------- | ----------------------- |
| Sara Gaasø              | 50 m stylem grzbietowym  | Zdyskwalifikowana       | Zdyskwalifikowana       | nie awansowała          | nie awansowała          |                         |                         |
| Sara Gaasø              | 100 m stylem grzbietowym | Zdyskwalifikowana       | Zdyskwalifikowana       | nie awansowała          | nie awansowała          |                         |                         |
| Sara Gaasø              | 50 m żabką               | 48.81                   | 24./26                  | nie awansowała          | nie awansowała          |                         |                         |
| Aneta Marta Trzaska     | 50 m stylem dowolnym     | 36.07                   | 28./29                  | nie awansowała          | nie awansowała          |                         |                         |
| Aneta Marta Trzaska     | 50 m stylem grzbietowym  | 41.61                   | 29./30                  | nie awansowała          | nie awansowała          |                         |                         |
| Aneta Marta Trzaska     | 100 m stylem grzbietowym | DNS                     | DNS                     | nie awansowała          | nie awansowała          |                         |                         |
| Synne Hammervik         | 50 m stylem dowolnym     | 34.44                   | 27./29                  | nie awansowała          | nie awansowała          |                         |                         |
| Synne Hammervik         | 50 m żabką               | 43.16                   | 23./26                  | nie awansowała          | nie awansowała          |                         |                         |
| Synne Hammervik         | 100 m żabką              | 1:34.26                 | 16./20                  | nie awansowała          | nie awansowała          |                         |                         |
| Synne Hammervik         | 200 m żabką              | 3:22.75                 | 17./18                  | nie awansowała          | nie awansowała          |                         |                         |
| Trude Nilsson           | 100 m stylem dowolnym    | 1:20.93                 | 26./23                  | nie awansowała          | nie awansowała          |                         |                         |
| Trude Nilsson           | 200 m stylem dowolnym    | 3:08.31                 | 22./23                  | nie awansowała          | nie awansowała          |                         |                         |
| Trude Nilsson           | 400 m stylem dowolnym    | DNS                     | DNS                     | nie awansowała          | nie awansowała          |                         |                         |
| Dina Emelie Westad      | 100 m stylem dowolnym    | DNS                     | DNS                     | nie awansowała          | nie awansowała          |                         |                         |
| Dina Emelie Westad      | 200 m stylem dowolnym    | DNS                     | DNS                     | nie awansowała          | nie awansowała          |                         |                         |
| Dina Emelie Westad      | 50 m stylem motylkowym   | DNS                     | DNS                     | nie awansowała          | nie awansowała          |                         |                         |
| Dina Emelie Westad      | 100 m stylem zmiennym    | DNS                     | DNS                     | nie awansowała          | nie awansowała          |                         |                         |